# 漢密爾頓 (紐約州村)
漢密爾頓（英語：Hamilton）是位於美國紐約州麥迪遜縣的村。

## 人口
根據2020年美國人口普查的數據，漢密爾頓的面積為6.96平方千米，當中陸地面積為6.46平方千米，而水域面積為0.50平方千米。當地共有人口4107人，而人口密度為每平方千米590人。